# Joannes Arnoldsz. Ravens
Joannes Arnoldsz. Ravens, latinisiert Johannes Arnoldi Corvinus (* um 1581 in Leiden; † 2. Januar 1650 in Amsterdam) war ein niederländischer evangelisch-reformierter Geistlicher während des Achtzigjährigen Krieges. Er gehörte zu den prominenten Remonstranten, die auf der Dordrechter Synode 1618/19 vorgeladen wurden.

## Biografie
Über den familiären Hintergrund, Jugend und Studium von Joannes Arnoldsz. Ravens ist wenig bekannt. Er hatte anscheinend verwandtschaftliche Beziehungen in die Leidener Oberschicht, wohnte als Student in der Leidener Burse (Statencollege) und unternahm nach Abschluss des Studiums eine Reise durch Frankreich. Ab 1608 bis zu seiner Absetzung 1619 war er reformierter Pfarrer in Leiden. 
1609 griff Ravens in den theologischen Streit zwischen Jacobus Arminius und Franciscus Gomarus auf Seiten des Arminius ein. Als Arminius im gleichen Jahr starb, übersetzte Ravens die lateinische Grabrede für diese umstrittene Persönlichkeit ins Niederländische. 1610 gehörte er zu den ersten Pfarrern, die die fünf Artikel der Remonstrantie unterschrieben und nahm an verschiedenen Zusammenkünften der Remonstranten teil. Johannes Uytenbogaert schlug vor, den nach dem Tod des Arminius vakanten Lehrstuhl für Theologie an Ravens zu vergeben. Die Kuratoren der Universität Leiden entschieden sich aber gegen ihn, weil er für die Contraremonstranten völlig inakzeptabel war. 1613 gelang es Ravens, einen prominenten Contraremonstranten, Daniel Tilenus, Professor in Sedan, für die Positionen der Remonstranten zu gewinnen, so dass dieser die Seiten wechselte.
Die Vorladung auf der Synode von Dordrecht hatte 1619 seine Ausweisung aus den Niederlanden zur Folge. Er wurde 1619 bei Waalwijk über die Grenze gebracht. Im September des gleichen Jahres war er in Antwerpen und wurde bei der Gründung der Remonstrantischen Bruderschaft zu einem der Direktoren bestimmt, doch zog er sich aus dem aktiven Einsatz für die Bewegung weitgehend zurück. Ab 1624 lebte er als Jurist in Norden (Ostfriesland). Am 16. August 1628 wurde er durch den Hof van Holland als Advokat zugelassen, zog nach Leiden, wurde aber schon im Folgejahr wieder des Landes verwiesen und war daraufhin wieder in Norden. Im Juli 1634 ermöglichten die mittlerweile veränderten politischen Rahmenbedingungen, dass Ravens sich als Jurist in Amsterdam niederlassen konnte, wo er sowohl Kollegien hielt als auch zu juristischen Themen publizierte. Gerüchte kursierten, wonach Ravens dem Katholizismus zuneigte. Ravens war in der remonstrantischen Bruderschaft zunehmend isoliert. Wenige Tage vor seinem Tod diktierte er im Beisein von Zeugen, er habe erkannt, dass die römisch-katholische Kirche die wahre sei. Ob er formell konvertierte, ist umstritten.